# Jalhay
Jalhay (Djalhé en Való, Gellet en neerlandès) és un municipi belga de la província de Lieja a la regió valona. L'1 de gener del 2024 tenia uns 8.779 habitants. Es troba a l'altiplà de Hautes Fagnes, al marge del Hertogenwald i és regat pel Gileppe.

## Nuclis
- Jalhay
- Sart-lez-Spa
- Surister
- Herbiester
- Fouir
- Charneux
- Solwaster
- Tiège
- Nivezé
- Bolimpont